# Challenge Cup 2001
Der Challenge Cup 2001 (aus Sponsoringgründen auch als Silk Cut Challenge Cup bezeichnet) war die 100. Ausgabe des jährlichen Rugby-League-Turniers Challenge Cup. Im Finale gewann der St Helens RLFC 13:6 gegen die Bradford Bulls und gewannen damit das Turnier zum achten Mal.

## Erste Runde
Die Spiele der ersten Runde fanden zwischen dem 2. und dem 16. Dezember 2000 statt.
| 2. Dezember | Cottingham Tigers | 2 : 17 | Hensingham |  |
| 2. Dezember |                   |        |            |  |

| 2. Dezember | Dewsbury Moor | 17 : 18 | Eastmoor Dragons |  |
| 2. Dezember |               |         |                  |  |

| 2. Dezember | East Leeds | 14 : 12 | Elland |  |
| 2. Dezember |            |         |        |  |

| 2. Dezember | Eccles | 25 : 16 | RL Conference Lionhearts |  |
| 2. Dezember |        |         |                          |  |

| 2. Dezember | Hull Dockers | 28 : 4 | West Bowling |  |
| 2. Dezember |              |        |              |  |

| 2. Dezember | Leigh East | 10 : 15 | Shaw Cross Sharks |  |
| 2. Dezember |            |         |                   |  |

| 2. Dezember | London Skolars | 18 : 10 | Crosfields |  |
| 2. Dezember |                |         |            |  |

| 2. Dezember | Milford Marlins | 16 : 26 | Wigan St Judes |  |
| 2. Dezember |                 |         |                |  |

| 2. Dezember | Millom | 34 : 8 | Normanton Knights |  |
| 2. Dezember |        |        |                   |  |

| 2. Dezember | Newcastle University | 36 : 22 | Hunslet Warriors |  |
| 2. Dezember |                      |         |                  |  |

| 2. Dezember | Rochdale Mayfield | 32 : 16 | Castleford Panthers |  |
| 2. Dezember |                   |         |                     |  |

| 2. Dezember | Royal Air Force | 12 : 32 | Heworth |  |
| 2. Dezember |                 |         |         |  |

| 2. Dezember | Royal Navy | 18 : 6 | Waterhead |  |
| 2. Dezember |            |        |           |  |

| 2. Dezember | Hillsborough Hawks | 10 : 18 | Featherstone Lions |  |
| 2. Dezember |                    |         |                    |  |

| 2. Dezember | Siddal | 28 : 8 | Dewsbury Celtic |  |
| 2. Dezember |        |        |                 |  |

| 2. Dezember | Thatto Heath Crusaders | 24 : 22 | Keighley Albion & Bingley |  |
| 2. Dezember |                        |         |                           |  |

| 2. Dezember | Widnes St Maries | 38 : 18 | Blackbrook Royals |  |
| 2. Dezember |                  |         |                   |  |

| 2. Dezember | York Acorn | 0 : 18 | Halton Simms Cross |  |
| 2. Dezember |            |        |                    |  |

| 3. Dezember | Clayton | 10 : 20 | Leeds Metropolitan University |  |
| 3. Dezember |         |         |                               |  |

| 3. Dezember | New Earswick All Blacks | 36 : 20 | Bangor Vikings |  |
| 3. Dezember |                         |         |                |  |

| 3. Dezember | Welsh Students | 15 : 18 | Askam |  |
| 3. Dezember |                |         |       |  |

| 3. Dezember | Wigan Rose Bridge | 72 : 0 | Glasgow Bulls |  |
| 3. Dezember |                   |        |               |  |

| 9. Dezember | Queensbury | 24 : 0 | Charleston Knights |  |
| 9. Dezember |            |        |                    |  |

| 16. Dezember | Wath Brow Hornets | 41 : 6 | British Army |  |
| 16. Dezember |                   |        |              |  |

## Zweite Runde
Die Spiele der Zweiten Runde fanden zwischen dem 16. Dezember 2000 und dem 13. Januar 2001 statt.
| 16. Dezember | Askam | 12 : 2 | Millom |  |
| 16. Dezember |       |        |        |  |

| 16. Dezember | East Leeds | 28 : 10 | London Skolars |  |
| 16. Dezember |            |         |                |  |

| 16. Dezember | Halton Simms Cross | 8 : 0 | Shaw Cross Sharks |  |
| 16. Dezember |                    |       |                   |  |

| 16. Dezember | New Earswick All Blacks | 11 : 7 | Thatto Heath Crusaders |  |
| 16. Dezember |                         |        |                        |  |

| 16. Dezember | Newcastle University | 8 : 51 | Leigh Miners Rangers |  |
| 16. Dezember |                      |        |                      |  |

| 16. Dezember | Rochdale Mayfield | 15 : 10 | Dudley Hill |  |
| 16. Dezember |                   |         |             |  |

| 16. Dezember | Royal Navy | 12 : 13 n. V. | Eccles |  |
| 16. Dezember |            |               |        |  |

| 16. Dezember | Saddleworth | 0 : 30 | Oldham St Annes |  |
| 16. Dezember |             |        |                 |  |

| 16. Dezember | Siddal | 22 : 12 | Hull Dockers |  |
| 16. Dezember |        |         |              |  |

| 16. Dezember | Skirlaugh Bulls | 16 : 38 | Oulton Raiders |  |
| 16. Dezember |                 |         |                |  |

| 16. Dezember | Thornhill Trojans | 18 : 10 | Leeds Metropolitan University |  |
| 16. Dezember |                   |         |                               |  |

| 16. Dezember | Walney Central | 4 : 13 | Queensbury |  |
| 16. Dezember |                |        |            |  |

| 16. Dezember | Wigan Rose Bridge | 26 : 8 | Redhill |  |
| 16. Dezember |                   |        |         |  |

| 16. Dezember | Wigan St Judes | 15 : 9 | Widnes St Maries |  |
| 16. Dezember |                |        |                  |  |

| 16. Dezember | Wigan St Patricks | 4 : 3 | Ideal Isberg |  |
| 16. Dezember |                   |       |              |  |

| 6. Januar | Eastmoor Dragons | 0 : 34 | West Hull |  |
| 6. Januar |                  |        |           |  |

| 6. Januar | Heworth | 12 : 10 | Featherstone Lions |  |
| 6. Januar |         |         |                    |  |

| 6. Januar | Wath Brow Hornets | 8 : 11 | Castleford Lock Lane |  |
| 6. Januar |                   |        |                      |  |

| 13. Januar | Woolston Rovers | 32 : 11 | Hensingham |  |
| 13. Januar |                 |         |            |  |

## Dritte Runde
Die Spiele der dritten Runde fanden zwischen dem 26. und 28. Januar statt.
| 26. Januar | Simms Cross    | 10 : 42 | Villeneuve Leopards | Lowerhouse Lane, Widnes Zuschauer: 809 Schiedsrichter: Karl Kirkpatrick |
| 26. Januar | (6:18) Bericht |         |                     | Lowerhouse Lane, Widnes Zuschauer: 809 Schiedsrichter: Karl Kirkpatrick |

| 27. Januar | Dewsbury Rams  | 48 : 10 | Leigh Miners Rangers | Crown Flatt, Dewsbury Zuschauer: 1.260 Schiedsrichter: Nick Oddy |
| 27. Januar | (18:6) Bericht |         |                      | Crown Flatt, Dewsbury Zuschauer: 1.260 Schiedsrichter: Nick Oddy |

| 27. Januar | Rochdale Hornets | 52 : 0 | Wigan Rose Bridge | Spotland Stadium, Rochdale Zuschauer: 731 Schiedsrichter: Julian King |
| 27. Januar | (36:0) Bericht   |        |                   | Spotland Stadium, Rochdale Zuschauer: 731 Schiedsrichter: Julian King |

| 28. Januar | Barrow Raiders | 40 : 16 | Askam | Craven Park, Barrow Zuschauer: 2.092 Schiedsrichter: Grant Maxwell |
| 28. Januar | (14:8) Bericht |         |       | Craven Park, Barrow Zuschauer: 2.092 Schiedsrichter: Grant Maxwell |

| 28. Januar | Batley Bulldogs | 70 : 0 | Heworth | Mount Pleasant, Batley Zuschauer: 573 Schiedsrichter: Ian Chatterton |
| 28. Januar | (28:0) Bericht  |        |         | Mount Pleasant, Batley Zuschauer: 573 Schiedsrichter: Ian Chatterton |

| 28. Januar | Doncaster Dragons | 44 : 14 | Siddal | Belle Vue, Doncaster Zuschauer: 1.341 Schiedsrichter: Peter Taberner |
| 28. Januar | (18:4) Bericht    |         |        | Belle Vue, Doncaster Zuschauer: 1.341 Schiedsrichter: Peter Taberner |

| 28. Januar | Featherstone Rovers | 56 : 0 | Eccles | Post Office Road, Featherstone Zuschauer: 1.045 Schiedsrichter: Paul Lee |
| 28. Januar | (30:0) Bericht      |        |        | Post Office Road, Featherstone Zuschauer: 1.045 Schiedsrichter: Paul Lee |

| 28. Januar | Gateshead Thunder | 34 : 20 | Wigan St Judes | Gateshead International Stadium, Gateshead Zuschauer: 501 Schiedsrichter: Steve Ganson |
| 28. Januar | (14:10) Bericht   |         |                | Gateshead International Stadium, Gateshead Zuschauer: 501 Schiedsrichter: Steve Ganson |

| 28. Januar | Hull Kingston Rovers | 44 : 0 | Toulouse Olympique | Craven Park, Hull Zuschauer: 1.649 Schiedsrichter: Steve Nicholson |
| 28. Januar | (18:0) Bericht       |        |                    | Craven Park, Hull Zuschauer: 1.649 Schiedsrichter: Steve Nicholson |

| 28. Januar | Hunslet Hawks  | 38 : 6 | Thornhill Trojans | John Charles Centre for Sport, Leeds Zuschauer: 629 Schiedsrichter: Ben Thaler |
| 28. Januar | (22:0) Bericht |        |                   | John Charles Centre for Sport, Leeds Zuschauer: 629 Schiedsrichter: Ben Thaler |

| 28. Januar | Keighley Cougars | 76 : 0 | Rochdale Mayfield | Cougar Park, Keighley Zuschauer: 1.764 Schiedsrichter: Ronnie Laughton |
| 28. Januar | (38:0) Bericht   |        |                   | Cougar Park, Keighley Zuschauer: 1.764 Schiedsrichter: Ronnie Laughton |

| 28. Januar | Lancashire Lynx | 8 : 22 | Woolston Rovers | Victory Park, Chorley Zuschauer: 559 Schiedsrichter: Robert Connolly |
| 28. Januar | (8:6) Bericht   |        |                 | Victory Park, Chorley Zuschauer: 559 Schiedsrichter: Robert Connolly |

| 28. Januar | Leigh Centurions | 28 : 5 | West Hull | Hilton Park, Leigh Zuschauer: 1.547 Schiedsrichter: Russell Smith |
| 28. Januar | (14:3) Bericht   |        |           | Hilton Park, Leigh Zuschauer: 1.547 Schiedsrichter: Russell Smith |

| 28. Januar | Oldham Roughyeds | 64 : 0 | Queensbury | Boundary Park, Oldham Zuschauer: 1.559 Schiedsrichter: Colin Morris |
| 28. Januar | (30:0) Bericht   |        |            | Boundary Park, Oldham Zuschauer: 1.559 Schiedsrichter: Colin Morris |

| 28. Januar | Sheffield Eagles | 42 : 0 | East Leeds | Don Valley Stadium, Sheffield Zuschauer: 778 Schiedsrichter: Steve Addy |
| 28. Januar | (28:0) Bericht   |        |            | Don Valley Stadium, Sheffield Zuschauer: 778 Schiedsrichter: Steve Addy |

| 28. Januar | Swinton Lions  | 44 : 12 | New Earswick All Blacks | Gigg Lane, Bury Zuschauer: 478 Schiedsrichter: John Farrell |
| 28. Januar | (22:6) Bericht |         |                         | Gigg Lane, Bury Zuschauer: 478 Schiedsrichter: John Farrell |

| 28. Januar | Whitehaven Warriors | 34 : 16 | Oldham St Annes | Recreation Ground, Whitehaven Zuschauer: 616 Schiedsrichter: Darren Gillespie |
| 28. Januar | (12:16) Bericht     |         |                 | Recreation Ground, Whitehaven Zuschauer: 616 Schiedsrichter: Darren Gillespie |

| 28. Januar | Widnes Vikings | 70 : 2 | Wigan St Patricks | Lowerhouse Lane, Widnes Zuschauer: 2.465 Schiedsrichter: Richard Silverwood |
| 28. Januar | (38:2) Bericht |        |                   | Lowerhouse Lane, Widnes Zuschauer: 2.465 Schiedsrichter: Richard Silverwood |

| 28. Januar | Workington Town | 38 : 0 | Castleford Lock Lane | Derwent Park, Workington Zuschauer: 867 Schiedsrichter: Mike Dawber |
| 28. Januar | (18:0) Bericht  |        |                      | Derwent Park, Workington Zuschauer: 867 Schiedsrichter: Mike Dawber |

| 28. Januar | York Wasps     | 24 : 12 | Oulton Raiders | Huntington Stadium, York Zuschauer: 914 Schiedsrichter: Paul Carr |
| 28. Januar | (18:4) Bericht |         |                | Huntington Stadium, York Zuschauer: 914 Schiedsrichter: Paul Carr |

## Vierte Runde
Die Spiele der vierten Runde fanden zwischen dem 10. und dem 14. Februar statt.
| 10. Februar | St Helens      | 22 : 8 | Wigan Warriors | Knowsley Road, St Helens Zuschauer: 13.593 Schiedsrichter: Stuart Cummings |
| 10. Februar | (12:6) Bericht |        |                | Knowsley Road, St Helens Zuschauer: 13.593 Schiedsrichter: Stuart Cummings |

| 11. Februar | Barrow Raiders | 4 : 56 | Halifax Blue Sox | Craven Park, Barrow Zuschauer: 2.160 Schiedsrichter: Richard Silverwood |
| 11. Februar | (4:36) Bericht |        |                  | Craven Park, Barrow Zuschauer: 2.160 Schiedsrichter: Richard Silverwood |

| 11. Februar | Bradford Bulls | 54 : 10 | Widnes Vikings | Valley Parade, Bradford Zuschauer: 7.760 Schiedsrichter: Ian Smith |
| 11. Februar | (32:4) Bericht |         |                | Valley Parade, Bradford Zuschauer: 7.760 Schiedsrichter: Ian Smith |

| 11. Februar | Dewsbury Rams | 4 : 18 | Castleford Tigers | Crown Flatt, Dewsbury Zuschauer: 3.384 Schiedsrichter: Karl Kirkpatrick |
| 11. Februar | (4:6) Bericht |        |                   | Crown Flatt, Dewsbury Zuschauer: 3.384 Schiedsrichter: Karl Kirkpatrick |

| 11. Februar | Doncaster Dragons | 14 : 12 | Sheffield Eagles | Belle Vue, Wakefield Zuschauer: 1.344 Schiedsrichter: John Farrell |
| 11. Februar | (6:4) Bericht     |         |                  | Belle Vue, Wakefield Zuschauer: 1.344 Schiedsrichter: John Farrell |

| 11. Februar | Huddersfield Giants | 28 : 6 | Featherstone Rovers | Alfred McAlpine Stadium, Huddersfield Zuschauer: 2.527 Schiedsrichter: Steve Ganson |
| 11. Februar | (8:0) Bericht       |        |                     | Alfred McAlpine Stadium, Huddersfield Zuschauer: 2.527 Schiedsrichter: Steve Ganson |

| 11. Februar | Keighley Cougars | 20 : 34 | Hull FC | Lawkholme Lane, Bradford Zuschauer: 4.401 Schiedsrichter: Robert Connolly |
| 11. Februar | (12:16) Bericht  |         |         | Lawkholme Lane, Bradford Zuschauer: 4.401 Schiedsrichter: Robert Connolly |

| 11. Februar | Leigh Centurions | 16 : 12 | Salford City Reds | Hilton Park, Leigh Zuschauer: 6.408 Schiedsrichter: Russell Smith |
| 11. Februar | (0:12) Bericht   |         |                   | Hilton Park, Leigh Zuschauer: 6.408 Schiedsrichter: Russell Smith |

| 11. Februar | London Broncos | 44 : 6 | Batley Bulldogs | Broadfield Stadium, Crawley Zuschauer: 1.204 Schiedsrichter: Steve Addy |
| 11. Februar | (18:0) Bericht |        |                 | Broadfield Stadium, Crawley Zuschauer: 1.204 Schiedsrichter: Steve Addy |

| 11. Februar | Swinton Lions  | 10 : 106 | Leeds Rhinos | Gigg Lane, Bury Zuschauer: 3.239 Schiedsrichter: Colin Morris |
| 11. Februar | (6:46) Bericht |          |              | Gigg Lane, Bury Zuschauer: 3.239 Schiedsrichter: Colin Morris |

| 11. Februar | Warrington Wolves | 48 : 6 | Woolston Rovers | Wilderspool Stadium, Warrington Zuschauer: 6.008 Schiedsrichter: Steve Nicholson |
| 11. Februar | (20:6) Bericht    |        |                 | Wilderspool Stadium, Warrington Zuschauer: 6.008 Schiedsrichter: Steve Nicholson |

| 11. Februar | Workington Town | 6 : 56 | Wakefield Trinity Wildcats | Derwent Park, Workington Zuschauer: 1.710 Schiedsrichter: Paul Lee |
| 11. Februar | (6:30) Bericht  |        |                            | Derwent Park, Workington Zuschauer: 1.710 Schiedsrichter: Paul Lee |

| 11. Februar | York Wasps     | 8 : 22 | Villeneuve Leopards | Ryedale Stadium, York Zuschauer: 471 Schiedsrichter: Julian King |
| 11. Februar | (0:12) Bericht |        |                     | Ryedale Stadium, York Zuschauer: 471 Schiedsrichter: Julian King |

| 13. Februar | Oldham        | 17 : 6 | Hull Kingston Rovers | Boundary Park, Oldham Zuschauer: 2.008 Schiedsrichter: Peter Taberner |
| 13. Februar | (8:6) Bericht |        |                      | Boundary Park, Oldham Zuschauer: 2.008 Schiedsrichter: Peter Taberner |

| 13. Februar | Rochdale Hornets | 38 : 4 | Hunslet Hawks | Spotland Stadium, Rochdale Zuschauer: 605 Schiedsrichter: Nick Oddy |
| 13. Februar | (18:0) Bericht   |        |               | Spotland Stadium, Rochdale Zuschauer: 605 Schiedsrichter: Nick Oddy |

| 14. Februar | Gateshead Thunder | 0 : 56 | Whitehaven Warriors | Gateshead International Stadium, Gateshead Zuschauer: 377 Schiedsrichter: Ronnie Laughton |
| 14. Februar | (0:12) Bericht    |        |                     | Gateshead International Stadium, Gateshead Zuschauer: 377 Schiedsrichter: Ronnie Laughton |

## Fünfte Runde
| 24. Februar | Castleford Tigers | 12 : 42 | Leeds Rhinos | Wheldon Road, Castleford Zuschauer: 11.418 Schiedsrichter: Robert Connolly |
| 24. Februar | (4:16) Bericht    |         |              | Wheldon Road, Castleford Zuschauer: 11.418 Schiedsrichter: Robert Connolly |

| 24. Februar | Warrington Wolves | 20 : 10 | Leigh Centurions | Wilderspool Stadium, Warrington Zuschauer: 8.844 Schiedsrichter: Steve Ganson |
| 24. Februar | (0:4) Bericht     |         |                  | Wilderspool Stadium, Warrington Zuschauer: 8.844 Schiedsrichter: Steve Ganson |

| 25. Februar | Halifax Blue Sox | 18 : 68 | Bradford Bulls | The Shay, Halifax Zuschauer: 6.129 Schiedsrichter: Russell Smith |
| 25. Februar | (6:32) Bericht   |         |                | The Shay, Halifax Zuschauer: 6.129 Schiedsrichter: Russell Smith |

| 25. Februar | Huddersfield Giants | 38 : 24 | Doncaster Dragons | Alfred McAlpine Stadium, Huddersfield Zuschauer: 2.176 Schiedsrichter: Ian Smith |
| 25. Februar | (16:14) Bericht     |         |                   | Alfred McAlpine Stadium, Huddersfield Zuschauer: 2.176 Schiedsrichter: Ian Smith |

| 25. Februar | Hull FC         | 30 : 20 | London Broncos | The Boulevard, Hull Zuschauer: 6.701 Schiedsrichter: Stuart Cummings |
| 25. Februar | (18:16) Bericht |         |                | The Boulevard, Hull Zuschauer: 6.701 Schiedsrichter: Stuart Cummings |

| 25. Februar | Oldham        | 6 : 26 | Wakefield Trinity Wildcats | Boundary Park, Oldham Zuschauer: 3.071 Schiedsrichter: Nick Oddy |
| 25. Februar | (2:6) Bericht |        |                            | Boundary Park, Oldham Zuschauer: 3.071 Schiedsrichter: Nick Oddy |

| 25. Februar | Rochdale Hornets | 19 : 26 | Villeneuve Leopards | Spotland Stadium, Rochdale Zuschauer: 817 Schiedsrichter: Peter Taberner |
| 25. Februar | (10:10) Bericht  |         |                     | Spotland Stadium, Rochdale Zuschauer: 817 Schiedsrichter: Peter Taberner |

| 25. Februar | Whitehaven Warriors | 22 : 34 | St Helens | Recreation Ground, Whitehaven Zuschauer: 4.750 Schiedsrichter: Karl Kirkpatrick |
| 25. Februar | (0:4) Bericht       |         |           | Recreation Ground, Whitehaven Zuschauer: 4.750 Schiedsrichter: Karl Kirkpatrick |

## Viertelfinale
| 9. März | St Helens       | 54 : 16 | Huddersfield Giants | Knowsley Road, St Helens Zuschauer: 7.899 Schiedsrichter: Karl Kirkpatrick |
| 9. März | (18:10) Bericht |         |                     | Knowsley Road, St Helens Zuschauer: 7.899 Schiedsrichter: Karl Kirkpatrick |

| 10. März | Hull FC        | 18 : 20 | Leeds Rhinos | The Boulevard, Hull Zuschauer: 10.123 Schiedsrichter: Russell Smith |
| 10. März | (12:8) Bericht |         |              | The Boulevard, Hull Zuschauer: 10.123 Schiedsrichter: Russell Smith |

| 11. März | Wakefield Trinity Wildcats | 0 : 38 | Bradford Bulls | Belle Vue, Wakefield Zuschauer: 5.280 Schiedsrichter: Stuart Cummings |
| 11. März | (0:16) Bericht             |        |                | Belle Vue, Wakefield Zuschauer: 5.280 Schiedsrichter: Stuart Cummings |

| 11. März | Warrington Wolves | 32 : 0 | Villeneuve Leopards | Wilderspool Stadium, Warrington Zuschauer: 4.805 Schiedsrichter: Robert Connolly |
| 11. März | (10:0) Bericht    |        |                     | Wilderspool Stadium, Warrington Zuschauer: 4.805 Schiedsrichter: Robert Connolly |

## Halbfinale
| 31. März | St Helens      | 27 : 22 | Leeds Rhinos | JJB Stadium, Wigan Zuschauer: 16.416 Schiedsrichter: Russell Smith |
| 31. März | (16:6) Bericht |         |              | JJB Stadium, Wigan Zuschauer: 16.416 Schiedsrichter: Russell Smith |

| 1. April | Warrington Wolves | 22 : 39 | Bradford Bulls | Alfred McAlpine Stadium, Huddersfield Zuschauer: 13.856 Schiedsrichter: Stuart Cummings |
| 1. April | (12:12) Bericht   |         |                | Alfred McAlpine Stadium, Huddersfield Zuschauer: 13.856 Schiedsrichter: Stuart Cummings |

## Finale
| 28. April | St Helens                                                                 | 13 : 6         | Bradford Bulls        | Twickenham Stadium, London Zuschauer: 68.250 Schiedsrichter: Russell Smith |
| 28. April | Versuche: Cunningham, Martyn Erhöhungen: Long (2/2) Dropgoals: Martyn (1) | (13:4) Bericht | Straftritte: Paul (3) | Twickenham Stadium, London Zuschauer: 68.250 Schiedsrichter: Russell Smith |

| 1                  | Paul Wellens      |
| 2                  | Sean Hoppe        |
| 3                  | Kevin Iro         |
| 4                  | Paul Newlove      |
| 5                  | Anthony Sullivan  |
| 6                  | Tommy Martyn      |
| 7                  | Sean Long         |
| 8                  | Sonny Nickle      |
| 9                  | Keiron Cunningham |
| 10                 | David Fairleigh   |
| 11                 | Chris Joynt       |
| 12                 | Peter Shiels      |
| 13                 | Paul Sculthorpe   |
| Auswechselspieler: |                   |
| 14                 | Tim Jonkers       |
| 15                 | Vila Matautia     |
| 16                 | Steve Hall        |
| 17                 | Anthony Stewart   |

| 1                  | Michael Withers |
| 2                  | Tevita Vaikona  |
| 3                  | Scott Naylor    |
| 4                  | Shane Rigon     |
| 5                  | Leon Pryce      |
| 6                  | Henry Paul      |
| 7                  | Robbie Paul     |
| 8                  | Joe Vagana      |
| 9                  | James Lowes     |
| 10                 | Brian McDermott |
| 11                 | Jamie Peacock   |
| 12                 | Daniel Gartner  |
| 13                 | Mike Forshaw    |
| Auswechselspieler: |                 |
| 14                 | Paul Deacon     |
| 15                 | Paul Anderson   |
| 16                 | Lee Gilmour     |
| 17                 | Stuart Fielden  |